# Pašman (isla)
Isla de Pašman, Pasman o Pasmano (en croata: Otok Pašman, pronunciado "Pashman"), es una isla ubicada en el Mar Adriático, en el Archipiélago de Zadar y Biograd.

## Historia
La isla de Pasman forma parte del archipiélago de Zadar. El Canal pintoresco Pašman, con muchas islas parecen perlas dispersas, lo separa de la parte continental y las ciudades de Zadar y Biograd. El flujo rápido que cambia su curso cada 6 horas, hace que el mar una parte muy limpia de la parte croata del Adriático, todavía conocido por su claridad y transparencia. Muy pronto los seres humanos se asentaron en la zona de Pasman (63 kilómetros cuadrados).
Hallazgos arqueológicos único testigo de la forma de vida del Paleolítico cultivadores que habitaban esta parte del Adriático. Cabe mencionar ciudades ilirias, gradine - fortificación primitiva en lugares elevados, las ruinas romanas, Rusticae ville, varios mosaicos, una estatua de piedra de San Miguel (siglo XII) en Nevidjane y muchos otros.
Más allá de la aldea de Tkon, cantando la pintoresca colina de Cokovac, es el monasterio benedictino de SS. Cosme y Damián, erigida en 1125. El monasterio fue el centro de la liturgia glagolítica y la literatura. La iglesia, diseñada en el estilo gótico y construido sobre las ruinas de la edad románico fue construido de 1369 hasta 1419. Debemos mencionar la Crucifixión gótica, pintado por un pintor local de finales del siglo XIV.
En Kraj, 3 kilómetros al norte, se encuentra un monasterio franciscano (1390), con una iglesia y un patio del siglo XVI. El monasterio fue reconstruido en 1557. Hay que mencionar también el claustro renacentista, el comedor, y el museo en el que se mantienen varias imágenes de valor considerable, y el panel en representación de la "Virgen con el Niño y San Juan Bautista".

## Clima
El clima mediterráneo, es responsable del crecimiento de la rica flora y fauna, muchas especies de plantas medicinales y aromáticas, así como el mundo submarino se esconde todo tipo de conchas y peces de la costa adriática de Croacia.
La isla de Pasman está cubierta con abundante vegetación mediterránea - pinares, viñedos, olivares, huertas y densas de hoja perenne que crece salvaje, y también con algunas hierbas aromáticas y medicinas. Su vida submarina es muy rica, con distintos tipos de conchas y peces. La mayoría de la población (3100 hab.) de las pequeñas aldeas de Tkon, Ugrinic, Kraj, Pasman, Malí Pasman, Barotul, Mrljane, Nevidjane, Dobropoljana, Banj y la vida de Zdrelac de la pesca y la agricultura.

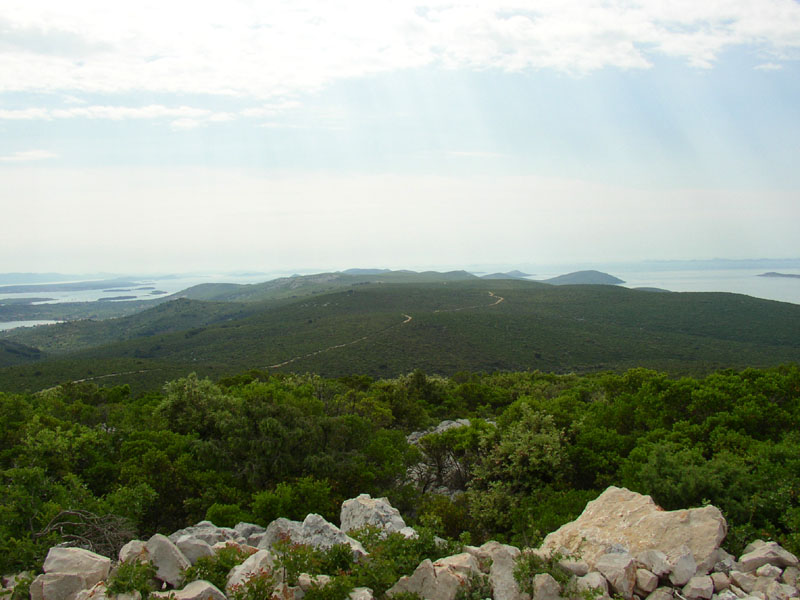
Parte sur de la isla de Pašman.

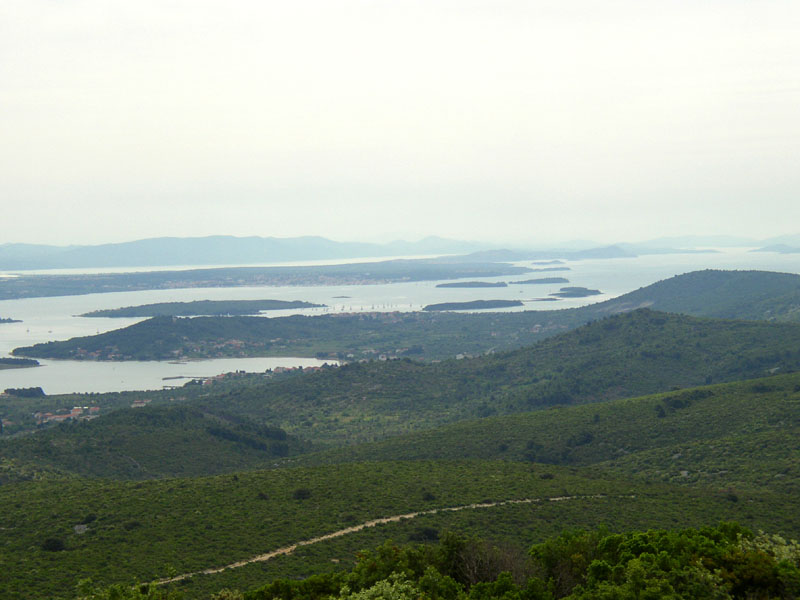
Vista de Bokolj en Pašman